# L'Esclavage dans le Massachusetts

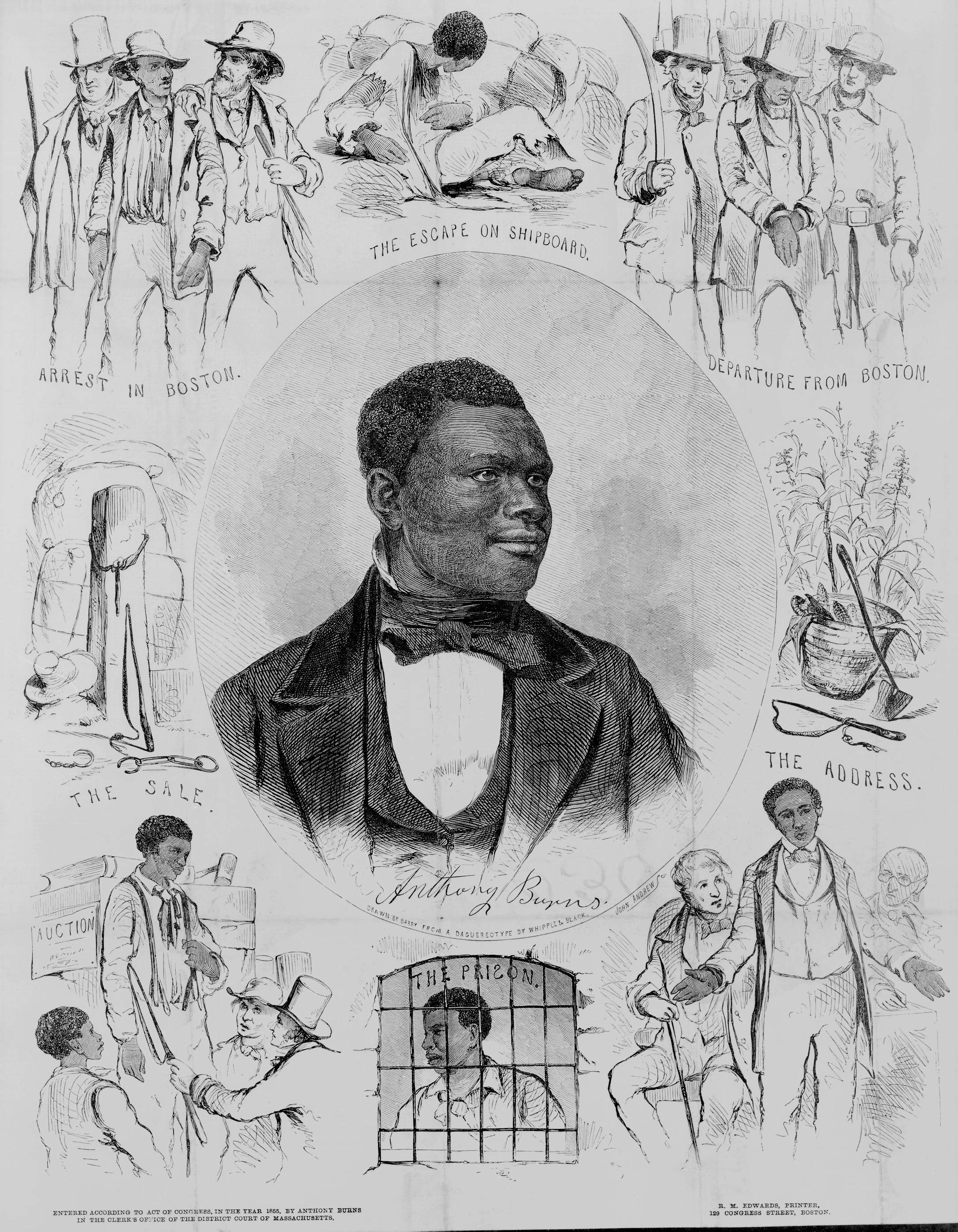
Portrait de l'esclave fugitif Anthony Burns, dont l'arrestation et le procès en vertu de la loi sur les esclaves fugitifs de 1850 ont déclenché des émeutes et des protestations des abolitionnistes et des citoyens de Boston au printemps 1854.

L'Esclavage dans le Massachusetts (Slavery in Massachusetts) est un essai écrit par Henry David Thoreau et publié en 1854. Version plus développée d'un discours prononcé le 4 juillet 1854 à Framingham (Massachusetts) à l'occasion d'un rassemblement antiesclavagiste, il est publié pour la première fois dans le Liberator, le journal abolitionniste de William Lloyd Garrison.

## Contexte
Deux événements constituent la toile de fond de ce texte : d'une part, le vote de l'acte Kansas-Nebraska qui remet en cause le compromis du Missouri et entraîne les premiers mouvements de colons favorables à l'esclavage, à l'origine des affrontements du Bleeding Kansas ; d'autre part, l'application de la loi sur les esclaves fugitifs de 1850 qui a radicalisé le mouvement abolitionniste américain et posé la question de la légitimité de l'action directe. Plusieurs actions de résistance contre la loi ont eu lieu depuis 1850. Un événement plus particulier est au centre de l'argumentation de Thoreau. Peu de temps auparavant, à Boston, un groupe d'abolitionnistes, comptant plusieurs connaissances de l'auteur, a tenté, sans succès, de libérer Anthony Burns, un esclave fugitif de Virginie, détenu dans l'attente de son transfert vers sa plantation d'origine. Plusieurs des meneurs de l'assaut, qui a été fatal à l'un des gardiens, ont été inculpés à la suite de cette opération. 

## Prise de position morale et politique
Le texte de Thoreau est basé sur des notations de son Journal, reprises in extenso ou parfois légèrement édulcorées. Son argumentation éthique dénonce de manière virulente la corruption morale que le gouvernement du Massachusetts permet sur son territoire en étant complice de la pratique inique de l'esclavage. Reprenant une image du poète anglais John Milton, il évoque une terre recouverte de « scories volcaniques et de cendres ».
Sur le plan des institutions politiques Thoreau appelle le Massachusetts à rompre le pacte de l'Union fédérale, qui le lie aux propriétaires d'esclaves par la Constitution, de même que le plan individuel il appelle chaque citoyen à rompre le contrat qui le lie au gouvernement fédéral. 
Thoreau reprend ainsi deux idées qu'il avait mentionnées dans Désobéissance Civile en 1846, mais pour en faire les éléments clés de son plaidoyer contre l'esclavage, en se référant à de nombreux évènements spécifiques en cours dans la lutte anti-esclavagiste. L'idée d'une "désunion" a commencé à être évoquée par l'abolitionniste William Lloyd Garrison en 1842, et ce jour-là à Framingham il brûle une copie de la Loi sur les esclaves fugitifs, et de la Constitution, en disant: « Pas d'union avec l'esclavage »; c'est lui qui demanda à Thoreau de publier le texte de son discours dans son journal le Liberator.